# 't Schippershof

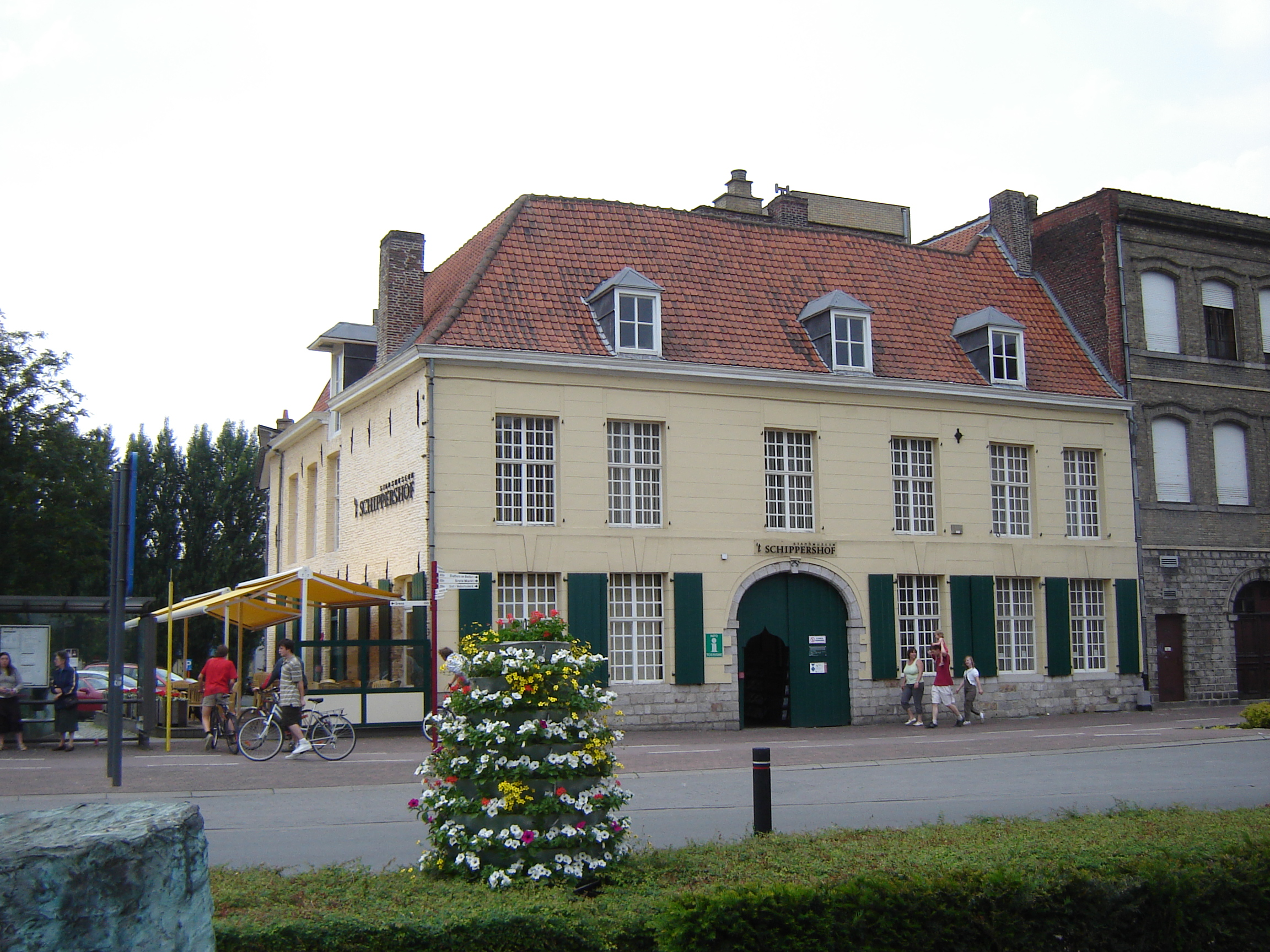
't Schippershof

 't Schippershof in de Belgische stad Menen was oorspronkelijk een afspanning. Het gebouw is sinds 1991 beschermd als monument. In 1998 werd het stadsmuseum van Menen er gevestigd. 

## Historie
Het gebouw ligt in het stadscentrum en dateert uit de 17e eeuw. Oorspronkelijk lag het aan de oude Leiebrug, vlak bij de oude vestingen. De Leie stroomt nu ongeveer 300 meter verder. Het is een van de laatste getuigen van het ontstaan van de stad. Het Schippershof was begin de 20e eeuw een druk bezochte afspanning op het kruispunt van de Leie en de baan Brugge-Rijsel.
Architecturaal zijn de beschilderde voorgevel en het glas- en raamwerk waardevol. De zijkant van het huis stond toen in de Leie. In die zijkant steekt nog steeds een oude kanonskogel. Een paar schietgaten verwijzen duidelijk naar de strategische inplanting van het gebouw.
't Schippershof vormde in het begin van de 20e eeuw het thuis van de beeldhouwer Georges Dobbels, die er de eerste 20 jaar van zijn leven verbleef. Het huis was toen een herberg waar men kon eten en slapen en die vierentwintig uur per dag open bleef. Veel aangemeerde schippers vertoefden er. Het was een van de eerste woningen met een telefoon in Menen. Tijdens de Eerste Wereldoorlog veranderde het Schippershof snel in een minikazerne. Het paardenvolk van het leger vond er stalling en logies om te overnachten. De soldaten kwamen er rusten doordat het front zich op amper 11 km bevond. Na de oorlog maakte de familie Dobbels de woning terug leefbaar en herbegonnen hun zaak.

## Museum

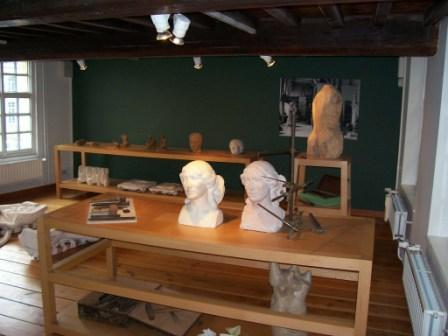
Atelier in het museum

Op 28 februari 1986 besloot het Stadsbestuur van Menen om het pand aan te kopen om er een museum in op te richten. Het was de bedoeling om Menens kunstbezit te exposeren en te bewaren. Dit was zowel in een clausule van het testament van Georges Dobbels (1910-1988) als van Yvonne Serruys (1873-1953) opgenomen. Op 16 januari 1987 werd de aankoopakte verleden. Ook de toeristische dienst van Menen vestigde zich in het pand. Van 1998 tot 2016 kende het museum een vaste opstelling met tijdelijke tentoonstellingen in één ruimte. Vanaf 2016 werd dat pad verlaten en herbergt het museum enkel tijdelijke tentoonstellingen. Vaak met beeldende kunst, soms ook gelinkt aan de geschiedenis of een actueel thema dat leeft in de stad Menen. De beeldende kunst tentoonstellingen vormen niet zelden een dialoog met de tentoonstellingen in Cultuurcentrum De Steiger dat aan hetzelfde plein ligt. 
Het museum beheert een eigen collectie, die geregeld de basis vormt van de tijdelijke tentoonstellingen.

## Kunstenaars in de collectie

### Yvonne Serruys
Yvonne Serruys (1873-1953) is een kunstenaar die in Menen werd geboren en haar roeping vond in de beeldhouwkunst. Haar leven staat omschreven in een boek dat in samenwerking en met medewerking van de Menense bevolking, werd geschreven. In de stad staat ook een monument van haar. Monumentale werken door een vrouw vervaardigd waren toen uniek. Haar werk wordt als klassiek bestempeld. Al verzette ze zich tegen het classicisme, de vorm in haar beelden bleef klassiek.

### Georges Dobbels
Georges Dobbels (1910-1988) werd geboren in 't Schippershof. Hij maakte naam in Brussel en beeldhouwde onder andere het sculptuurwerk op de zijgevel van de Koninklijke Bibliotheek te Brussel. Zijn eerste werken behoorden tot het classicisme om daarna over te gaan naar geabstraheerd en figuratieve vormen. Meer aan het einde van zijn leven leverde hij ook monumentale werken af.

### Alfred Wallecan
Alfred Wallecan (1894-1960) werd in Menen geboren. Hij studeerde in Brussel en Roubaix en trok daarna naar Parijs. Daar verbleef hij bij Yvonne Serruys. Hij gaf les in het secundair onderwijs vanaf 1921. Tussen 1956 en 1959 was hij de directeur van de Menense Tekenschool. Hij stond bekend als "Leieschilder". Ook zijn duinenzichten nabij zijn buitenverblijf in Sint-Idesbald zijn noemenswaardig.

### Johan Tahon
Johan Tahon (1965) werd in Menen geboren. In 1989 studeerde hij af aan de Koninklijke Academie voor Schone Kunsten te Gent. Zijn werk wordt aanzien als moderne kunst. De creatie van een droomwereld is het thema waar hij rond werkt.